# Čobanija-moskee
De Čobanija-moskee werd vóór 1565 gebouwd in Sarajevo, de hoofdstad van Bosnië en Herzegovina. Het gebouw is vrij ruim met een fijne stenen minaret. In de muren rond de minaret staat een gedicht in het Turks. Er is een begraafplaats naast de moskee, waarvan sommigen geloven dat dit de laatste rustplaats is van de weldoener, Čoban-Hasan.
In 2007 werd een voorstel aangenomen om de moskee op de lijst van nationaal monument van Bosnië en Herzegovina te plaatsen.